# Будинок-притулок (Пенсільванія)
Будинок-притулок (англ. Shelter House) — це історичний будинок, розташований в Еммеєсі, штат Пенсільванія, США. Побудований у 1734 році, вважається, що це найстаріша безперервно заселена будівельна споруда як в окрузі Лігай, так і в долині Лігай, а також одна з найстаріших будівель, що все ще існують, у штаті Пенсільванія США.

## Історія
Перший поверх збудовано близько 1734 році. У 1741 добудовано трикімнатний другий поверх і двоповерхову прибудову. Будинок був побудований ранніми німецькими поселенцями з Пенсільванії та являє собою німецький зруб середньовічного типу, зроблений з дуба та каштана, розміром приблизно 40 футів на 25 футів. Глина, солома та кінський волос використовувалися як заповнення або шпарини між проміжками в стінах з колод, забезпечуючи захист та ізоляцію від зовнішніх елементів. Він має двосхилий дах і великий квадратний кам’яний димар.
Будинок-притулок отримав свою назву від німецького слова «zufluchtshaus», що означає «дім-притулок або притулок». Будинок розташований на галявині вздовж індіанської стежки, де часто подорожували, і часто служив зупинкою для мандрівників. Будинок був заселений у той час, коли в цьому районі існували конфлікти між американськими поселенцями та британськими колонізаторами та корінними американцями. Через багато років після заснування Еммеєса в 1759 році Будинок став хостелом і таверною, де мандрівник міг знайти житло, їжу та напої.
У 1952 році будиночок був придбаний на публічному розпродажі групою захисників, які зібрали 35 000 доларів на стабілізацію та відновлення споруди та її території. У 1963 році місто Еммаус перейшло у власність власності, тоді як Shelter House Society продовжує нести відповідальність за технічне обслуговування та збереження.
У 1978 році його було додано до Національного реєстру історичних місць.